# Осувка (Куявско-Поморское воеводство)
Осувка — деревня в гмине Черниково Торуньского повета Куявско-Поморского воеводства в центральной части севера Польши. Деревня расположена примерно в 5 км к юго-востоку от Черниково и 28 км к юго-востоку от города Торунь. До 1954 года деревня была местом администрации гмины Оссувка.